# Margaret Fuller
Sarah Margaret Fuller (* 23. Mai 1810 in Cambridge, Massachusetts;:454 † 19. Juli 1850 vor Fire Island, New York) war eine amerikanische Schriftstellerin und Journalistin aus dem engsten Kreis der Transzendentalisten und eine der führenden Intellektuellen Neuenglands. Mit ihrem Hauptwerk Frauen im 19. Jahrhundert begründete sie ihren Ruf als frühe Feministin.

## Jugend

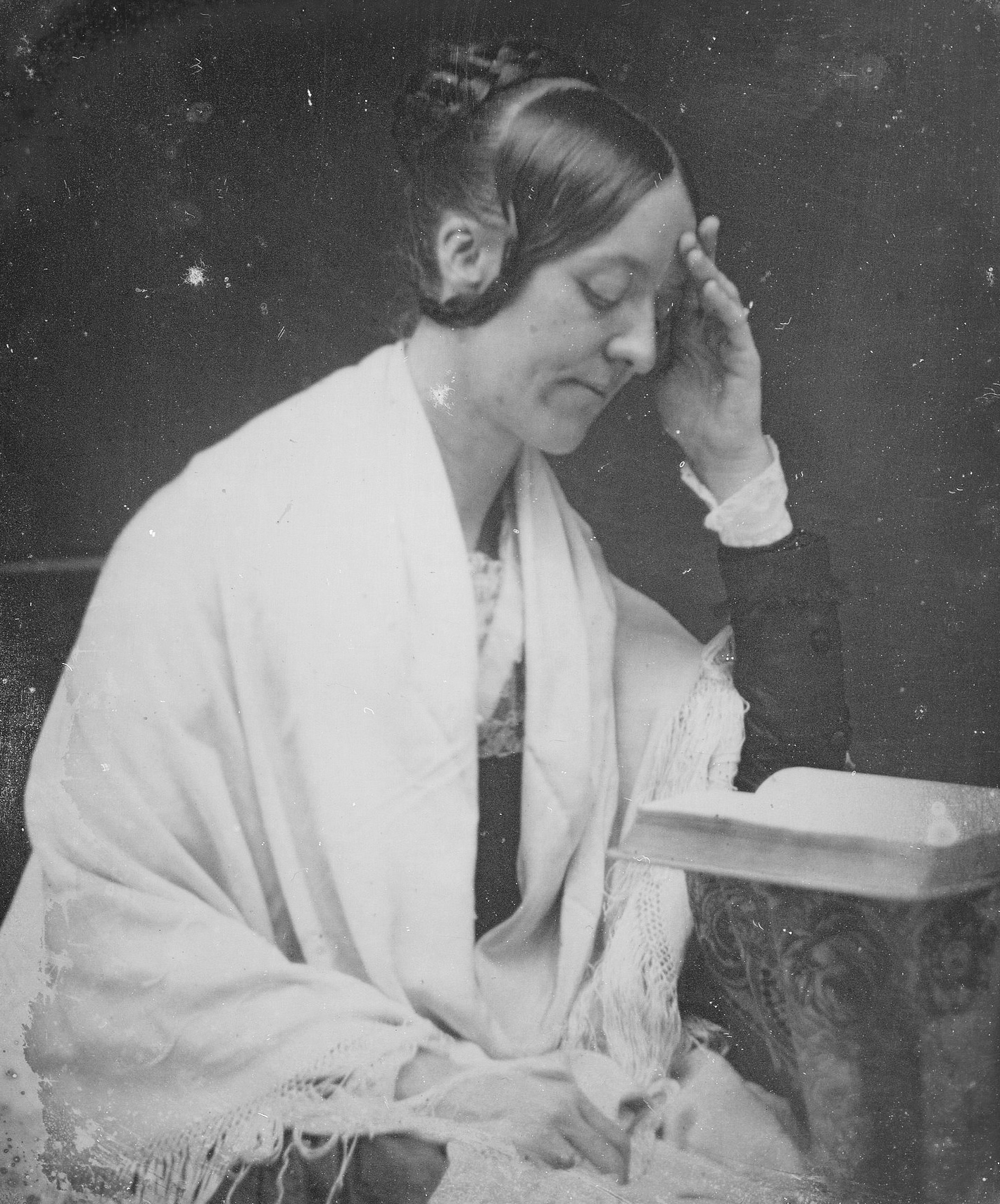
Margaret Fuller (Daguerreotypie von John Plumbe, 1846)

Margaret Fuller war die älteste Tochter des Rechtsanwalts und Politikers Timothy Fuller, der dem US-Kongress von 1817 bis 1825 angehörte. Schon früh zeigte sich bei ihr eine außergewöhnliche Begabung, die der Vater förderte. Seinen Unterricht im Lesen und Schreiben begann er, bevor sie vier Jahre alt war. Mit sechs Jahren erteilte er ihr Unterricht in Latein.:454 Ihre erste reguläre Schule ab 1819 war die Port School in Cambridge. Danach besuchte sie bis 1826 verschiedene Mädchenschulen in Boston und Groton (Massachusetts). Im Anschluss daran machte sich Fuller mit der Weltliteratur und den deutschen Klassikern vertraut und begann, gemeinsam mit James Freeman Clarke Deutsch zu lernen, was sie in späteren Jahren zur Übersetzung von Goethes Torquato Tasso und Eckermanns Gespräche mit Goethe befähigte. Des Weiteren übersetzte sie den Briefwechsel zwischen Bettina von Arnim und Karoline von Günderrode.
Zur Vorbereitung ihrer Laufbahn als Journalistin und Übersetzerin plante sie eine Europareise. Diesen Plan musste sie allerdings aufgeben, als der Vater 1835 starb. Margaret Fuller übernahm die Verantwortung für die jüngeren Geschwister. Den 13-jährigen Bruder Arthur Buckminster Fuller bereitete sie auf den College-Besuch und das Theologie-Studium vor. Später war er der Herausgeber der nachgelassenen Schriften seiner Schwester.

## Beruf und Karriere
Fuller wurde Lehrerin an der Temple School von Amos Bronson Alcott, an der auch Elizabeth Palmer Peabody lehrte. Durch beide kam sie in Berührung mit der neuen Bewegung des Transzendentalismus. 1837 ging sie für ein Jahr nach Providence, Rhode Island, an die Greene Street School. Nach ihrer Rückkehr begann sie im Haus der Peabody mit ihren Diskussionsrunden für junge Damen. Ihre umfassende Bildung ermöglichte ein breites Themenspektrum: griechische Mythologie, Geschichte, Literatur und bildende Kunst. Mit diesen Lehrveranstaltungen trat sie der Benachteiligung von Frauen in Schule und Studium entgegen. Ihre Erfahrungen fanden Niederschlag in zahlreichen Aufsätzen, die sie als Verfechterin der Frauenrechte weithin bekanntmachten.
Nachdem Margaret Fuller Ralph Waldo Emerson bereits 1835 kennengelernt hatte, folgte sie 1840 seiner Einladung, die transzendentalistische Zeitschrift The Dial (Magazine for Literature, Philosophy and Religion) herauszugeben, was sie bis 1842 tat. Auf der anschließenden mehrmonatigen Reise zu den Großen Seen zusammen mit James Freeman Clarke gewann sie auch Eindrücke zum ungelösten Problem der benachteiligten indianischen Ureinwohner. Ergebnis der Reise war ihr Bericht Summer on the Lakes.
Ihr Nachfolger bei The Dial war George Ripley geworden, der Gründer der sozial-utopischen Siedlung Brook Farm. Fuller trat der Kommune zwar nicht bei, sympathisierte aber mit ihr und besuchte sie oft. Ihre Freunde hatten ihr dort ein eigenes Cottage errichtet. 1845 ging sie nach New York, wo sie Mitarbeiterin der New York Tribune wurde, die Horace Greely wenige Jahre zuvor gegründet hatte. Die Zeitung schickte sie 1846 als Auslandskorrespondentin nach Europa. Sie berichtete über die literarische Szene und interviewte prominente Schriftsteller, darunter George Sand und Thomas Carlyle.

## In Europa

Inschrift des Gedenksteins für Margaret Fuller

In Europa geriet sie in die vorrevolutionären Unruhen der damaligen Zeit. Bereits in England begegnete sie dem Freiheitskämpfer Giuseppe Mazzini, der dort im Exil lebte. Er gehörte zu den geistigen Führern des Risorgimento (Wiederherstellung, Auferstehung). Ziel war die Überwindung der Fremdherrschaft sowohl der Habsburger als auch der Bourbonen und die Einigung Italiens.
Durch ihn lernte sie später in Italien neben dem polnischen Revolutionär Adam Mickiewicz auch den Anhänger Mazzinis, Giovanni Angelo Marchese d'Ossoli (* 1821) kennen, den sie auch heiratete. Ihr gemeinsamer Sohn kam im September 1848 zur Welt.
Die Proklamation der Römischen Republik im Februar 1849 führte zum militärischen Eingreifen Frankreichs, das nach fünfmonatiger Belagerung Roms die Republik beseitigte und die päpstliche Herrschaft wieder herstellte. Während der Zeit der Kämpfe unterstützte Fuller die Sache der Republik durch ihre Arbeit im Krankenhaus Fate bene Fratelli. Nach der Niederlage verließ Margaret Fuller mit Mann und Sohn Italien. Das Schiff Elizabeth, das die drei 1850 nach Amerika bringen sollte, sank vor Fire Island und riss die Familie mit in den Tod. Ein Gedenkstein steht auf dem Mount Auburn-Friedhof in Cambridge.

## Neubestimmung des Frauenbildes
Die von den Transzendentalisten erhobene Forderung nach Selbstbestimmung, Eigenverantwortung und Selbstvervollkommnung des Menschen in der Loslösung von inneren und äußeren Abhängigkeiten war auch für Margaret Fuller ein wesentliches Anliegen. Als eine der ersten profilierteren Schriftstellerinnen Amerikas bezog sie diese Prinzipien konsequent auf die Situation der Frauen, deren Rolle zu ihrer Zeit noch weitgehend auf die häusliche Sphäre begrenzt war, und schuf ein neues Leitbild für Frauen, das auf viele ihrer Zeitgenossen durchaus provokativ wirken musste.
Sie wandte sich nicht nur gegen das vorherrschende Stereotyp der Frau als eines in erster Linie emotionsbestimmten Wesens und forderte nachdrücklich geistige Bildung gleichermaßen für die Frauen, sondern verlangte zugleich ein Heraustreten der Frauen aus der Privatsphäre, die durch ihre Rolle als Mutter und Ehefrau geprägt war, in die öffentliche Sphäre von Beruf und Gesellschaft. Ausgehend von der intellektuellen Gleichwertigkeit der Frau setzte sie sich unablässig für eine gleichberechtigte Beziehung der Geschlechter ein; das aus ihrer Sicht der Sklaverei ähnliche persönliche Abhängigkeitsverhältnis der Frau in der Beziehung zum Mann sollte stattdessen zu einer gegenseitigen Achtungsbeziehung werden.
In ihren Forderungen ging Margaret Fuller weit über den Androzentrismus des traditionellen Denkens hinaus und postulierte das transzendentalistische Prinzip der self-reliance vorbehaltlos für die Frau in einer Umkehr der männlich vorgegebenen Denk- und Beziehungsmuster. Mit ihrem Hauptwerk Woman in the Nineteenth Century (1844), das aus dem Essay The Great Lawsuit entstand und durch die Bostoner Diskussionsrunden mitinspiriert war, verfasste sie das Manifest eines feministischen Transzendentalismus, das nicht nur zu ihrer Zeit durchaus wirkungsvoll war, sondern ihr auch einen unbestrittenen Platz in der amerikanischen Literaturgeschichte sicherte.
Die Kernthese ihres Werkes, das aus heutige Sicht als bedeutendste amerikanische Abhandlung zur Lage der Frau vor Charlotte Perkins Gilmans Women and Economics (1898) gilt, dass Mann und Frau die beiden Hälften eines großen ‹Dualismus› sind. Könnten beide sich ungehindert entfalten, so wäre die Folge nicht Zwietracht, sondern eine ‹verzückende› Harmonie, die der Frau, aber nicht zuletzt auch dem Mann zur vollen Selbstverwirklichung verhelfen würde. Die bestehende Polarität der Geschlechter begreift Fuller nicht als essentialistische Festlegung, sondern als Kulturprodukt, das – soweit es wesensmäßige Unterschiede geben mag – nicht eine Ausschließlichkeit, sondern vielmehr die Pole eines Kontinuums darstellt. Ganz im Sinne des modernen Feminismus existiert für sie weder ein ausschließlich männlicher Mann, noch eine ausschließlich weibliche Frau; beide gehen miteinander über bis hin zur Möglichkeit des Rollentausches. Fuller zufolge steht die gängige Festlegung auf geschlechtstypische Eigenschaften, Rollen oder «Sphären» im Widerspruch zu der von ihr angenommenen Unendlichkeit der menschlichen Seele und bedarf daher im Interesse beider Geschlechter der Abschaffung.
Woman in the Nineteenth Century ist nicht nur bedingt durch die Komplexität der Argumentation, sondern auch aufgrund der ungewöhnlichen Verbindung expositorischer und poetischer Darstellungsstrategien ein schwer lesbares Buch. In seiner Grundstruktur knüpft das Werk an die klassische Predigt- oder Redeform an, deren innere Geschlossenheit jedoch durch eingeschobene Dramatisierungen, aphoristische Sentenzen sowie einen dialogischen Konversationston unterbrochen und zudem durch vielschichtige Verweise auf Literatur, Mythologie und Geschichte ergänzt wird. In überaus bildhafter und metaphernreicher Sprache stellt Fuller mit zahlreichen überraschenden Ideen und Wendungen die tradierten Vorurteile und Selbstverständlichkeiten des zeitgenössischen männlich geprägten Weltbildes kritisch in Frage. Sie zitiert aus der Präambel der Declaration of Independence das dort aufgeführte unveräußerliche Grundrecht «All men are born free and equal» und stellt fest, dass ebendieses Grundrecht den Frauen vorenthalten wird. Der tradierte Orpheus-Mythos wird von ihr aus der Sicht Eurydikes umgekehrt, deren Entwicklung zu schöpferischer Eigenständigkeit letztlich ebenso zu einer Höherentwicklung des Mannes beisteuern werde. In ihrer Argumentation nimmt sie immer wieder Bezug auf das mannigfaltige kreative Handeln der Frauen in der historisch-gesellschaftlichen Praxis, beispielsweise in der Geschichte der Französischen Revolution oder des Kampfes gegen die Sklaverei.
Margaret Fuller wollte jedoch nicht nur äußere Veränderungen erreichen; es ging ihr vor allem um einen inneren Wandel, der es den Frauen ermöglichen sollte, ihre praktischen, geistigen, emotionalen und spirituellen Fähigkeiten in einer Weise zu entfalten, in der das Geschlechtsspezifische zwar nicht verschwindet, jedoch in einer allgemein-menschlichen Emanzipationsperspektive aufgeht. Sie nähert sich damit einem eher androgynen Menschenbild: Der Unterschied der Geschlechter ist ihrer Auffassung nach in jedem Individuum auf verschiedene Weise wirksam, die eine Kooperation, nicht jedoch Konfrontation der äußerlich gegenüberstehenden Pole unverzichtbar macht.
Mit ihrer eigenen Persönlichkeit und ihrem eigenen Wirken verkörperte Margaret Fuller zugleich den Mut, überlieferte Rollenzwänge aufzubrechen, ließ aber auch die Schwierigkeiten und Widerstände erkennen, die damit verbunden waren.
Ihre eigene kindliche Sozialisation verlief in völlig untypischer Form entgegen allen üblichen Erwartungsmustern: Ihr Vater erzog sie wie einen Jungen und versuchte sie mit hartem Drill zu einem intellektuellen Wunderkind zu formen, das bereits mit sechs Jahren Vergil oder Ovid zitieren konnte, jedoch kaum Kontakt zu anderen Kindern hatte und sein Bild der Realität weniger aus eigenen Erfahrungen, sondern eher aus Büchern oder zweiter Hand bezog.
In ihren Memoirs beklagte Margaret Fuller 1852 diese klassizistische Enge und die Kopflastigkeit ihrer rationalistischen Erziehung. Die einseitige Ausprägung des Intellekts bereits im frühen Kindesalter habe nicht nur zu einer Entfremdung von unvermittelten Realitätserfahrungen, sondern auch von den eigenen Emotionen geführt, die sich in Überforderungssymptomen wie Alpträumen oder chronischen Kopfschmerzen gezeigt habe.
Fuller ertrank 1850 bei der Rückkehr aus Italien zusammen mit ihrem Mann und ihrem Sohn vor der amerikanischen Küste. Das Manuskript ihres letzten Werkes über die Geschichte der Revolutionen in Rom ging dabei verloren.
Trotz verschiedener neuerer biografischer Untersuchungen und einer hervorragenden Edition ihrer Korrespondenz sind die Dimensionen und die Tragweite ihres Denkens und Schaffens in vielen Details bis heute eher schemenhaft geblieben. Fullers besondere Stärke lag im kreativen Dialog mit einer außergewöhnlichen Gabe zur Konversation; ihr Mentor Ralph Waldo Emerson notierte nach ihrem Tod in seinem Tagebuch, er habe mit ihr sein Publikum verloren. Als Henry James um die Jahrhundertwende die Bezeichnung «Margaret-ghost» prägte, nahm er damit Bezug auf die Einsicht, dass Fuller als „eine der größten geistigen Kapazitäten der USA“ nicht zuletzt aufgrund des von ihr bevorzugten Mediums der Konversation bedauerlicherweise eine Art von Schatten geblieben ist.

## Trivia
- Ihr Geburtshaus ist heute das lebendige Margaret-Fuller-Nachbarschaftshaus, das der Bildung und der Förderung sozialer Kompetenz dient. Es ist als Margaret Fuller House im National Register of Historic Places eingetragen.
- Der Architekt und Konstrukteur Richard Buckminster Fuller (1895–1983) ist ihr Großneffe, ebenso wie der Journalist und Schriftsteller John Phillips Marquand (1893–1960), der 1938 den Pulitzer-Preis für seinen Roman Der selige Mister Apley erhielt.
- Margaret Fuller gilt als Vorbild für Zenobia, eine Hauptfigur in Nathaniel Hawthornes The Blithedale Romance (1852).

## Werke (Auswahl)
- Summer on the Lakes, 1843
- Literature and Art, New York 1852 (Digitalisat)
- Woman in the Nineteenth Century, London 1855 (Digitalisat); spätere Ausgabe New York 1869 (Digitalisat, E-Text)
- Memoirs, Boston 1857 (Digitalisate: Teil 1, Teil 2; E-Texte: Teil 1, Teil 2)
- At Home and Abroad; or, Things and Thoughts in America and Europe, 1856, edited by her brother Arthur Buckminster Fuller, later Editions: Boston 1874; New York 1869 (Digitalisat,E-Text)
- Art, Literature, and the Drama, New York 1869 (Digitalisat), enthält Papers on Literature and Art und Fullers Übersetzung von Goethes Torquato Tasso
- Life Without and Life Within. Or, Reviews, Narratives, Essays, and Poems, 1858, edited by her brother Arthur Buckminster Fuller, later Edition: New York 1869 (Digitalisat)